# Castellum divisorium (Nimes)

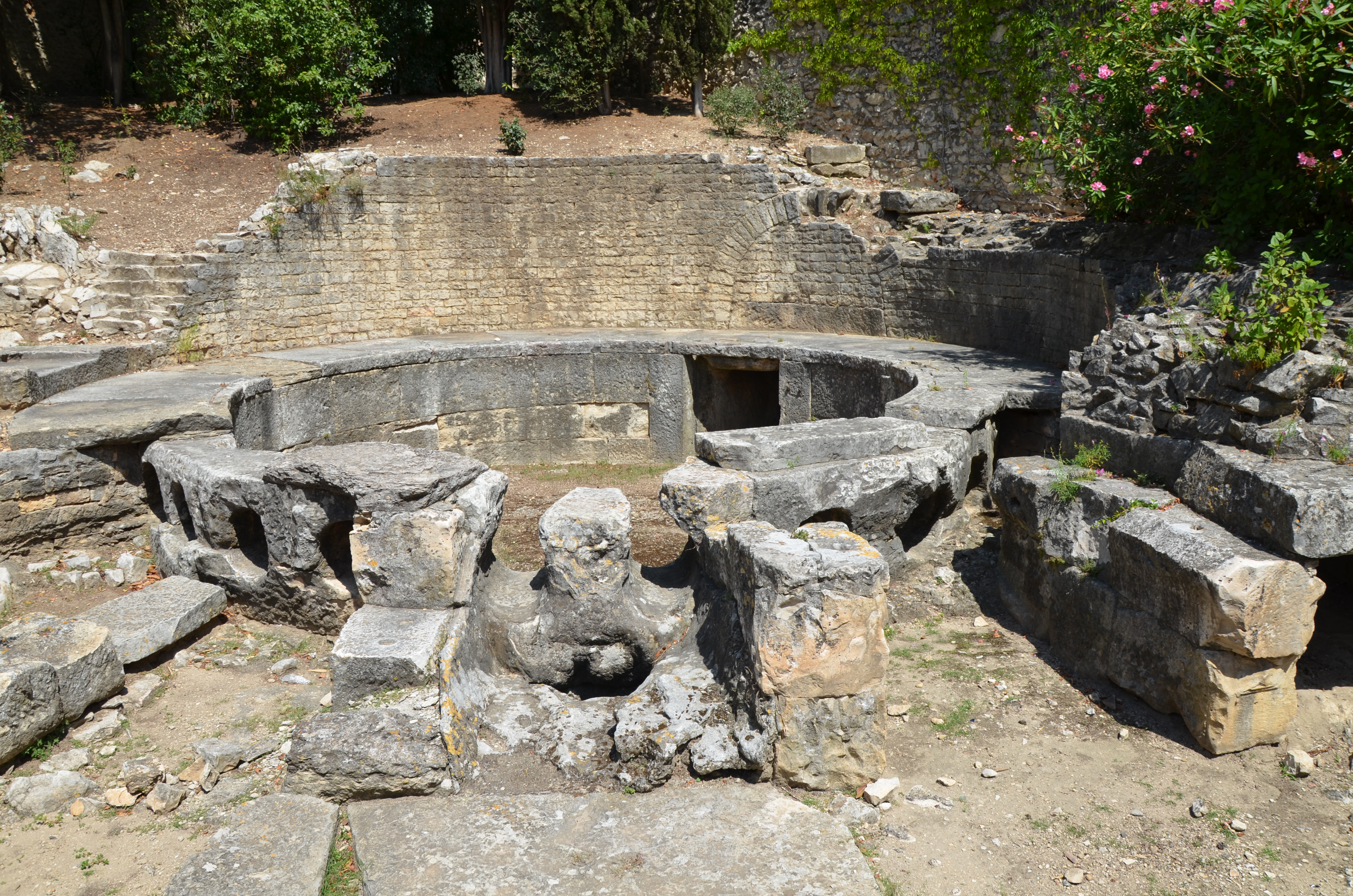
Castellum divisorium van Nemausus

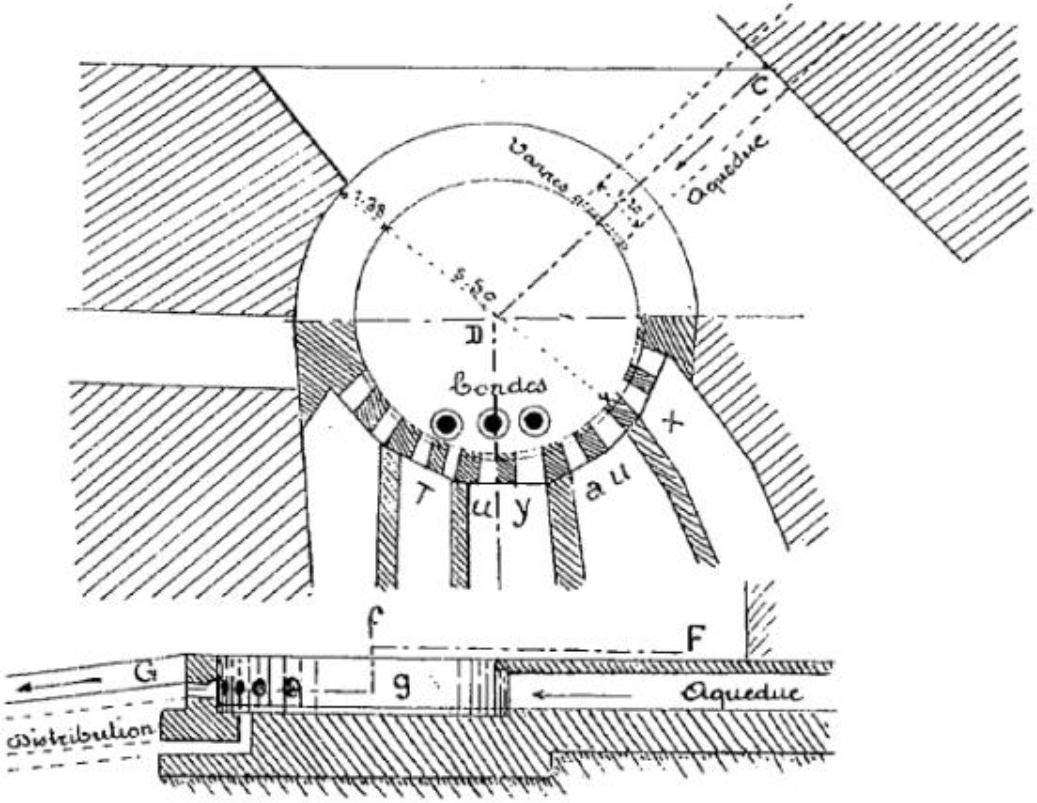
Dwarsdoorsnede met rechts boven de aanvoer vanuit het aquaduct

Het Castellum divisorium, ook wel castellum aquae genoemd (1e eeuw), is een Romeins bouwwerk in de stad Nîmes, in het Franse departement Gard. In de Romeinse tijd heette de stad Nemausus. Het castellum verdeelde het (drink)water over alle wijken van de stad.

## Historiek
Het bouwwerk is het eindpunt van een 50-km lang circuit van aquaducten, onder meer via de Pont du Gard, die continu water aanbrachten naar Nîmes. De oorsprong van het aquaduct lag in de Source d’Eure. Zoals de Pont du Gard dateert het castellum divisorium van de 1e eeuw.
Het castellum heeft een diameter van 5,90 meter en een hoogte van 1,40 meter. Achteraan moet in de Romeinse tijd een decoratieve muur gestaan hebben. Op de muur stond een afbeelding van een waterpartij, waarbij de beeltenis was afgeschermd door een zuilengalerij. Het castellum zelf telt een vierkanten opening waarlangs het water vanuit het aquaduct instroomde. De toevoer was regelbaar. Onderaan het castellum zijn er 10 openingen; hier vertrokken 10 loden pijpen naar de verschillende wijken van de stad. De pijpleidingen liepen per twee in een bakstenen geleiding met tegels toegedekt. In deze leidingen werden een aantal muntstukken gevonden, wat doet vermoeden dat hier bijgeloof speelde. Het is onbekend of er een hiërarchie was waar de waterleidingen eerst naar toe moesten; dit was wel bekend in Pompeï: eerst de fonteinen, dan de openbare badhuizen en dan pas de private huizen. Wel is bekend dat de overloop van de pijpleidingen overliep in het riolensysteem van Nîmes.
In de tweede helft van de 17e eeuw liet koning Lodewijk XIV de citadel van Nîmes bouwen. Het castellum verdween onder deze constructie en raakte in de vergetelheid. 
In 1844 ontdekte een particulier bij graafwerken het castellum. Het stadsbestuur kocht het castellum op. In 1875 werd het castellum geklasseerd als monument historique van Frankrijk.